# Черноморец (футбольный клуб, Бургас)
ПСФК «Черномо́рец» Бургас (болг. ПСФК Черноморец Бургас) — болгарский футбольный клуб, основанный в 2005 году под названием «Черноморец 919». Помимо него, в Бургасе был ещё один футбольный клуб, называвшийся «Черноморец» (существовал в 1919—2007 годах), а в 2015 году был создан «Черноморец 1919».
50 % акций принадлежат экс-главе Республики Калмыкия Кирсану Илюмжинову, который даже хотел переименовать его в «Уралан».

## Клубные цвета
| Синий | Белый |

## Достижения

### Национальные чемпионаты
В группе «А»:
- 4-е место (1): 2012

### Еврокубки
Кубок Интертото:
- Финалист (1): 2008

## Известные футболисты
- Костенски, Слави
- Кишишев, Радостин

## Известные тренеры
- Красимир Балаков
- Иван Вутов